# 균등 유계 함수족
실해석학에서 균등 유계 함수족(均等有界函數族, 영어: uniformly bounded family of functions)은 동일한 상계·하계에 의하여 유계 함수가 되는 함수족이다.

## 정의
집합 {\displaystyle X} 및 거리 공간 {\displaystyle (Y,d)} 사이에, 함수들의 집합 {\displaystyle {\mathcal {F}}=\{f_{\alpha }\colon X\to Y\}_{\alpha \in I}}이 있다고 하자. 만약 다음 조건을 만족시키는 {\displaystyle y\in Y} 및 {\displaystyle r\in \mathbb {R} ^{+}}가 존재한다면, {\displaystyle {\mathcal {F}}}를 균등 유계 함수족이라고 한다.
{\displaystyle d(y,f(x))<r\qquad \forall x\in X,f\in {\mathcal {F}}}

## 같이 보기
- 유계 함수
- 균등 유계성 원리